# Université de Paderborn
L'université de Paderborn est une université allemande, à Paderborn, dans le Land de Rhénanie-du-Nord-Westphalie.